# Demeester

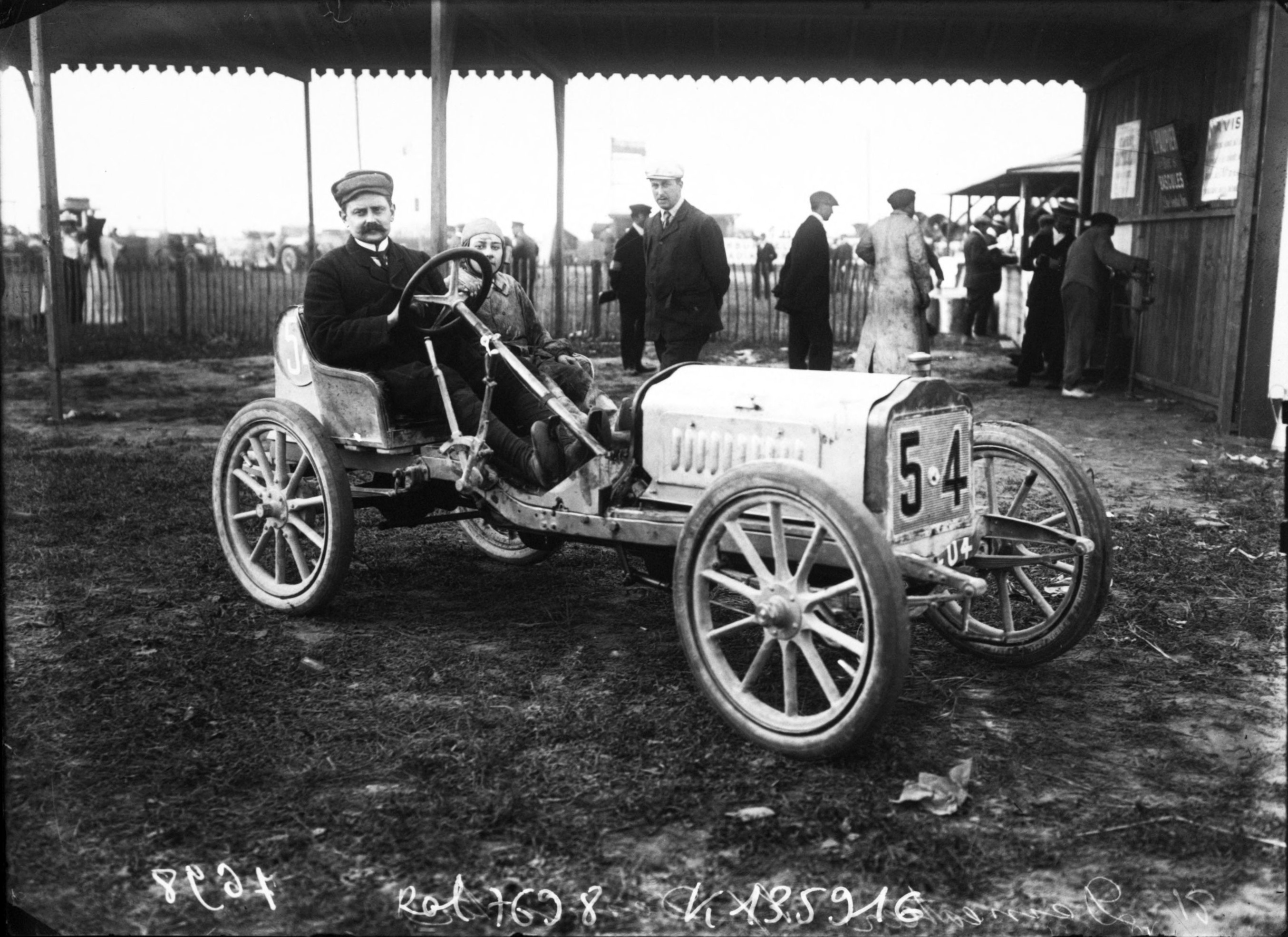
H. Demeester in einem seiner Rennwagen beim Grand Prix des Voiturettes 1908

Automobiles H. Demeester war ein französischer Hersteller von Automobilen.

## Unternehmensgeschichte
Léon Demeester gründete 1905 das Unternehmen in Courbevoie und begann mit der Produktion von Automobilen. Der Markenname lautete Demeester. 1914 endete die Produktion kriegsbedingt. Léon Demeester gründete 1920 Jouffret.

## Fahrzeuge
Anfangs wurden Fahrzeuge mit Zweizylinder- und Vierzylindermotoren hergestellt. 1908 und 1909 nahm ein Rennwagen mit einem Vierzylinder-Einbaumotor von Sultan an Autorennen teil. 1912 wurden nur noch die Vierzylindermodelle 10 CV, 12 CV und 16 CV hergestellt. Der 12 CV hatte einen Hubraum von 1943 cm³ mit einer Bohrung von 75 mm mit einem Hub von 110 mm. Das Chassis wog 500 kg. Die Bereifung hatte eine Größe von 760 × 90. Der Preis lag bei 5.200 Francs. Als Zweisitzer erreichte er eine Höchstgeschwindigkeit von 70 km/h, als Doppelphaeton waren es noch 60 km/h. Ab 1913 gab es das kleine Vierzylindermodell 8 CV, das einem Modell von Sinpar entsprach.